# Jeroen Mellemans
Jeroen Mellemans est un footballeur belge né le 16 août 1977 à Hasselt (Belgique).
Il évolue comme Défenseur au Tempo Overijse depuis 2012.